# Аллеред (муніципалітет)
Аллеред (дан. Allerød) — муніципалітет у регіоні Столичний регіон королівства Данія. Площа — 67.5 квадратних кілометрів. Адміністративний центр муніципалітету — місто Ліллеред.

## Населення
У 2012 році населення муніципалітету становило 24 043 особи.